# Эссинк, Хайн
Хайн Эссинк (нидерл. Hein Essink; 5 апреля 1934 — 8 ноября 2014) — нидерландский дзюдоист, 9-кратный чемпион (1954—1961) и серебряный призёр (1958—1961) чемпионатов Нидерландов, чемпион (1959), серебряный (1952, 1957, 1960) и бронзовый (1960, 1961) призёр чемпионатов Европы, чемпион (1960), серебряный (1954, 1957, 1958) и бронзовый (1955) призёр чемпионатов Европы в командном зачёте. Выступал в полусредней (до 70 кг), средней (до 80 кг) и абсолютной весовых категориях.